# Tapinella (owady)
Tapinella – rodzaj owadów z rzędu psotników i rodziny Pachytroctidae. 
Gryzki te mają ciało i skrzydła pozbawione spłaszczonych łusek. Głowa cechuje się ciemieniem nieprzedłużonym ku górze w wyrostek. Pośrodkowy szew epikranialny dobrze widoczny jest tylko na ciemieniu. Czułki mają biczyki złożone z trzynastu członów, z których te bliższe wierzchołkowi są wtórnie podzielone na pierścienie za pomocą poprzecznych szwów rzekomych. Obie płcie mają dobrze wykształcone obie pary skrzydeł (są długoskrzydłe). Przednia para skrzydeł ma skomplikowane, niezredukowane użyłkowanie, niezesklerotyzowaną pterostygmę oraz pozbawiona jest nodulusa. W użyłkowaniu przedniego skrzydła żyłka medialna wypuszcza tylko dwa odgałęzienia, a komórka areola postika (AP) jest zwykle długa i wąska, choć bywa czasem dość krótka. Skrzydła tylnej pary są równie dobrze rozwinięte jak te przedniej. Ich użyłkowanie odznacza się trzonem sektora radialnego (Rs) znacznie dłuższym od wspólnego trzonu żyłek radialnej i medialnej (R+M). Biodra odnóży danej pary są wąsko odseparowane. Stopy wszystkich par odnóży zbudowane są z trzech członów, z których ostatni wieńczy para pazurków podobnej budowy. Odwłok cechuje obecność T-kształtnego sklerytu w obrębie płytki subgenitalnej.
Psotniki te są szeroko rozprzestrzenione. Stwierdzono ich występowanie w Afryce, na Madagaskarze, w Indiach, Chinach, Japonii, na Tajwanie, w Indonezji, Australii, na wyspach Oceanii, w Stanach Zjednoczonych, Meksyku i Nikaragui. Niektóre gatunki spotyka się w ptasich gniazdach (nidikole) czy magazynowanym ziarnie (synantropy). Dawniej rodzaj występował też w Europie. Zapis kopalny T. eonica pochodzi z dolnego eocenu z terenów obecnej Francji.
Rodzaj ten wprowadzony został w 1908 roku przez Günthera Enderleina. Zalicza się do niego 41 opisanych gatunków:

- Tapinella aliena (Banks, 1941)
- Tapinella baliensis Thornton, 1984
- Tapinella bannana Li, Fasheng, 1992
- Tapinella bicolorata Garcia Aldrete, 1993
- Tapinella campanensis New & Thornton, 1981
- Tapinella candida New, 1974
- Tapinella castanea Pearman, 1932
- Tapinella chamelana Badonnel, 1986
- Tapinella clypeola Thornton, 1984
- Tapinella columbiana Badonnel, 1986
- Tapinella curvata Badonnel, 1949
- Tapinella curvatoides Smithers, Courtenay, 1995
- Tapinella dichromoptera Badonnel, 1988
- †Tapinella eocenica New, 2005
- Tapinella fasciata Thornton & Wong, 1966
- Tapinella formosana Enderlein, 1908
- Tapinella francesca Thornton & Woo, 1973
- Tapinella fusca Badonnel, 1977
- Tapinella gamma Mockford, 1991
- Tapinella glyptops Badonnel, 1976
- Tapinella huangi Li, Fasheng, 2002
- Tapinella levuka Thornton, 1981
- Tapinella maculata Mockford & Gurney, 1956
- Tapinella madagascariensis Badonnel, 1967
- Tapinella maracana Mockford, 1991
- Tapinella mariana Thornton, Lee & Chui, 1972
- Tapinella nebulosa Vaughan, Thornton & New, 1991
- Tapinella negreai (Badonnel, 1977)
- Tapinella olmeca Mockford, 1975
- Tapinella ornaticeps Mockford, 1991
- Tapinella picta (Badonnel, 1986)
- Tapinella picticeps Badonnel, 1977
- Tapinella pictipenna Thornton, Lee & Chui, 1972
- Tapinella qutangxiana Li, Fasheng, 1997
- Tapinella spinosa Thornton, 1984
- Tapinella squamosa Badonnel, 1955
- Tapinella stenomedia Thornton & Woo, 1973
- Tapinella trilineata Badonnel, 1983
- Tapinella tuila Thornton, 1981
- Tapinella unicolorata Turner, 1975
- Tapinella vittata Garcia Aldrete, 1993